# Сант'Антонио (Кјети)
Сант'Антонио је насеље у Италији у округу Кјети, региону Абруцо.
Према процени из 2011. у насељу је живело 55 становника. Насеље се налази на надморској висини од 59 м.